# Thomas de Vio
Pour les articles homonymes, voir Caietan et Vio.
Thomas de Vio, dit Caietan ou Cajétan (Caietanus en latin), né le 20 février 1469 à Gaète (en latin Caieta, d'où son surnom) et mort le 10 août 1534 à Rome, est un théologien, philosophe et cardinal italien du XVIe siècle. Il fut aussi le maître de l'ordre des Prêcheurs (ou ordre des dominicains) entre 1518 et 1528.
Figure de proue de la défense de la papauté contre les idées de Martin Luther et la Réforme protestante, il est désigné comme légat du pape lors de la Diète d'Augsbourg de 1518. Il participe aussi à la rédaction de la bulle d'excommunication de Luther.

## Biographie
Né en 1469 dans une famille de propriétaires à Gaète, Jacopo de Vio entre en 1484 au monastère dominicain de sa ville natale et y prend le prénom de "Thomas".
Il poursuit ses études de théologie et de philosophie à Naples, Bologne et Padoue, où il obtient sa licence de théologie en 1494. Professeur de théologie dans les universités de Pavie et Rome, il acquiert en ce domaine une renommée considérable à la suite d'un débat public avec Pic de la Mirandole à Ferrare en 1494.
Nommé procurateur de l'ordre des frères prêcheurs en 1501, puis vicaire général en 1507, il en devient maître général en 1508, fonction qu'il assure jusqu'en 1518.
Chargé de nombreuses missions par Jules II et Léon X, comme leur défense face au concile de Pise et lors du cinquième concile du Latran, Cajétan obtient en 1517 le chapeau de cardinal de San Sisto. En 1518, il est nommé archévêque de Palerme et est consacré le 1er mai dans la même année par Nicolas Fieschi avec comme co-consécrateurs Paris de Grassis et Gabriele Mascioli (it). Il renonce à sa fonction d'archevêque en 1519 pour devenir archévêque de Gaète. En 1534, quelques mois avant sa mort, il est nommé cardinal de Sainte-Praxède.
Après avoir confié le début d'instruction à Silvestro Mazzolini da Prierio, Léon X choisit Cajetan pour enquêter sur le trafic d'indulgences pratiqué par Johann Tetzel. En 1518, il est envoyé en Allemagne comme Légat apostolique pour participer à la Diète d'Augsbourg ; il tente, sans succès, de ramener Martin Luther à l'obéissance à l'Église romaine (débat des 12-14 octobre 1518). De retour à Rome en 1519, il participe à l'élaboration de la bulle Exsurge Domine et s'attache à commenter la Somme théologique de saint Thomas d'Aquin afin de lutter contre les thèses de Luther. De par ses interprétations très précises et appuyées sur la logique, Cajétan est considéré comme l'un des premiers penseurs thomistes.
Il se distingue également comme exégète. Il supplée à son ignorance de l'hébreu en consultant des rabbins et grâce à sa familiarité avec le texte grec. De 1523 à 1532 il publie en plusieurs volumes une traduction et un commentaire littéral de la Bible, comprenant une large part de l'Ancien Testament et la presque totalité du Nouveau Testament (à l'exception de l'Apocalypse de Jean). Son insistance sur la recherche de la signification littérale du texte le place aux origines de la tradition exégétique catholique moderne.
En accord avec le cardinal Jules de Médicis lors du conclave de 1521-1522, il assure l'élection du pape Adrien VI. Il conserve son influence lorsque ce même Jules de Médicis accède au pontificat sous le nom de Clément VII. Nommé par ce dernier membre d'une commission de cardinaux chargée d'examiner la situation créée par les progrès de la Réforme luthérienne dans le Saint Empire, il s'oppose à l'opinion majoritaire en recommandant certaines concessions aux luthériens, notamment le mariage des prêtres, comme dans l’Église orthodoxe, et la communion sous les deux espèces, en accord avec les décisions du concile de Bâle.
De 1523 à 1524 il participe à l'organisation de la résistance contre l'invasion turque en Allemagne, en Pologne et en Hongrie. En 1527 il est fait prisonnier lors du sac de Rome par les Lansquenets puis libéré contre rançon. En 1534 il prononce la sentence définitive de validité du mariage de Henri VIII et Catherine d'Aragon, refusant le divorce au souverain anglais.
Décédé en 1534, il est ensuite enterré dans la basilique de la Minerve à Rome, siège de l'ordre dominicain.

## Doctrine

### Défense de l'autorité pontificale
En tant que maitre général de l'ordre dominicain, et au vu de ses capacités et de son influence, Cajétan fut souvent amené à défendre le pouvoir de la papauté. Il est ainsi l'un des meilleurs apologistes de la primauté pontificale sur l'Église catholique et considère que, de par la primauté de saint Pierre sur les autres apôtres, seul le pape aurait reçu du Christ le pouvoir de gouverner l'Église.
Les attaques provinrent essentiellement des défenseurs du conciliarisme, considérant l'autorité du pape inférieure à celle des conciles : malgré les échecs de ses partisans lors du concile de Bâle et sa condamnation par la bulle Execrabilis de Jules II, cette vision continua de circuler et d'être discutée par des humanistes comme John Mair ou Jacques Almain.Dans cette optique, le roi de France Louis XII, dans l'objectif de faire déposer le pape Jules II, fit convaincre les cardinaux français de convoquer un concile schismatique à Pise en 1511, en contrariété de toutes les règles canoniques. Le pape convoque en retour le cinquième concile du Latran. Cajétan prit une grande part à la résistance contre le concile schismatique et en démontra l'illégalité dans son ouvrage De comparatione auctoritatis papae et concilii (1512), dont le roi de France demanda une réfutation à Jacques Almain.

### Réflexions économiques
Au vu du développement de l'économie de son époque, Cajétan put aussi beaucoup réfléchir à des questions de moralité du commerce. S'il développe largement moins ces réflexions que les futurs théologiens de l'École de Salamanque, ses développements reflètent tout de même des éléments qui seront caractéristiques des travaux de ceux-ci,notamment l'utilisation de considérations pratiques dans la réflexion théorique et une modernité de vue (préfigurant par exemple la théorie de la préférence pour la liquidité).
Toutefois, ces pensées peuvent parfois rester conservatrices : il critique dès 1498 l'institution de mont-de-piété, qu'il tente sans succès de faire condamner par le cinquième concile du Latran, réprouve l'usure et la pratique du contractus trinus, très utilisé par les banquiers allemands.

## Postérité
Le cardinal Pallavicin s'est fait l'écho de théologiens et d’exégètes qui ont reproché à Cajetan de s’être trop attaché au texte et aux annotations d’Érasme et des autres critiques contemporains, catholiques ou réformés. Un autre reproche est d’avoir fait trop peu de cas des interprétations des Pères du concile de Trente. Il enseigna, en effet, que si un nouveau sens se présentait au commentateur comme plus conforme à la lettre, en conformité d’ailleurs avec la doctrine de l’Église, on pouvait l’embrasser, quand même il aurait contre lui « le torrent des saints docteurs ». Le cardinal ajoute que la thèse de Cajetan n’a pas été visée par les Pères du concile de Trente, qui ont seulement déclaré qu’on ne peut admettre une interprétation tenue pour hérétique par les Pères, les papes et les conciles. Cependant le dominicain Ambroise Catharin dénonça les commentaires de Cajetan à la faculté de théologie de Sorbonne et obtint la censure de seize propositions tirées des commentaires sur les Évangiles. Cajetan se défendit en montrant que ces assertions n’étaient pas de lui, ou du moins qu’elles n’avaient pas le sens qu’on leur attribuait, ce qui n’empêcha pas Catharin, après la mort de Cajetan, de publier un libelle vengeur, lequel imposa aux éditeurs la révision et la correction de plusieurs passages de Cajetan dans l’édition de 1639.
Cajetan fut aussi attaqué par Melchor Cano, et par Dupin. Au contraire, le dominicain Sixte de Sienne prit la défense de son explication des premières lignes de la Genèse, en reprochant à son tour à Catharin de voir des difficultés où il n’y en avait pas. Richard Simon le défendit également dans son « Histoire critique du Vieux Testament », contre le jésuite Gretser, et contre Pallavicin.

## Œuvres

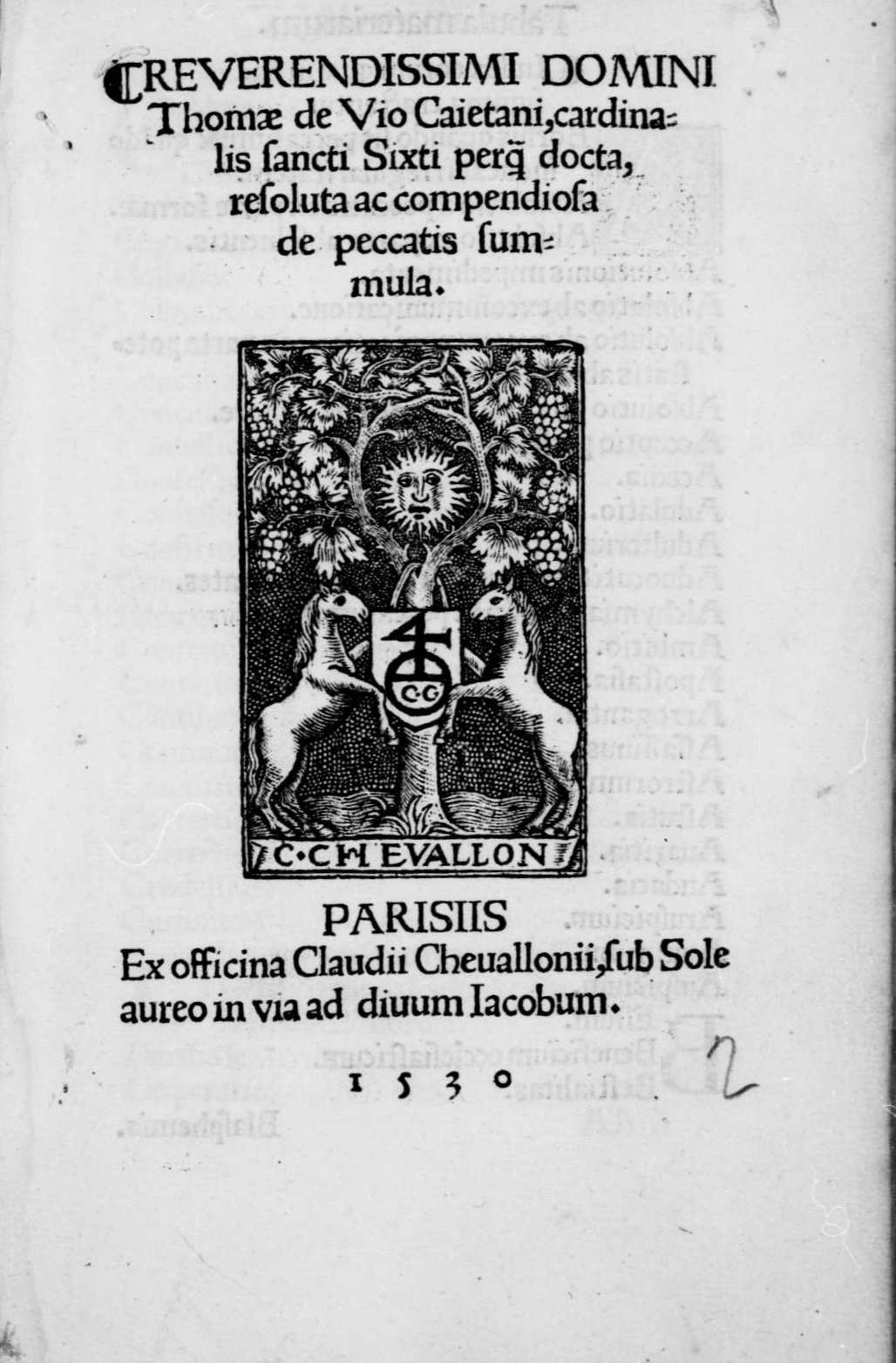
Summula Caietani, 1530

Opuscula omnia, 1596

- Commentaire des Sentences (Padoue), Paris BNF, Cod. lat. 3076.
- In De ente et essentia (1495), (commentaire d'un traité de Thomas d'Aquin) ed. M.-H. Laurent.
- De nominum analogia (1498), (traité sur la théorie de l'analogie de Thomas d'Aquin) ed. P. N. Zammit (Rome, 1934).
- Commentaria in 'De anima' Aristotelis (1509), (commentaire du traité de l'âme d'Aristote) ed. M.-H. Laurent (Rome, 1938).
- Opuscula aurea de diversis ac curiosissimis materiis tam practicis quam speculativis (Paris, 1511)
- Tractatus reverendissimi patris fratris Thome de Vio Caietani de Comparatione auctoritatis Papæ et conciliorum ad invicem (1512)
- Apologia, (réponse aux attaques de Jacques Almain contre l'autorité du pape)
- De Monte Pietatis (Rome, 1515)
- De divina institutione Pontificatus Romani Pontificis super totam ecclesiam a Christo in Petro (Rome, 1521) ed. Friedrich Lauchert (Münster, 1925).
- Summula de peccatis (Rome, 1525)
- Jentacula Novi Testamenti, expositio literalis sexaginta quatuor notabilium sententiarum Novi TestTestamenti (Rome, 1525)
- Opuscula omnia (1530)
- (la) Summula Caietani, Paris, Claude Chevallon, 1530 (lire en ligne)
- In Evangelia Matt., Marci, Lucae, Joannis (Venise, 1530)
- In Acta Apostolorum (Venise, 1530)
- In psalmos (Venise, 1530)
- In quinque libros Mosis juxta sensum lit. commentarii (Rome, 1531)
- In Epistolas Pauli (Paris, 1532)
- In libros Jehosuae, Judicum, Ruth, Regum, Paralipomenon, Hezrae, Nechemiae et Esther (Rome, 1533)
- In librum Job (Rome, 1535)
- Commentaria in Summam Theologiam (1540), ed. H. Prosper (Lyrae, 1892), repris dans l'Editio leonina de Thomas d'Aquin, vol. IV-XII.
- In parabolas Salomonis, in Ecclesiasten, in Esaiae tria priora capita (Rome, 1542)
- Opuscula omnia tribus tomis distincta (Lyon, 1558 : 3 volumes)
- In Porphyrii Isagogen ad Praedicamenta Aristotelis (1587), (commentaire de l'Isagogè de Porphyre de Tyr)
- Peccatorum Summula (1613)
- Opera omnia quotquot in sacrae Scripturae expositionem reperiuntur, cura atque industria insignis collegii S. Thomae Complutensis, O.P. (Lyon, 1639 : 5 volumes)
- De conceptu entis, ed. P. N. Zammit (Rome, 1934).